# ディズニー・キャラクター・ボイス・インターナショナル
ディズニー・キャラクター・ボイス・インターナショナル（Disney Character Voices International, Inc.）とは、アメリカのウォルト・ディズニー・カンパニーの子会社として製作する映像作品の吹き替えを行っている。

## 概要
1988年設立。アメリカ合衆国のウォルト・ディズニー・カンパニーの子会社として製作する映像作品の吹き替えを行っている。
ウォルト・ディズニー・スタジオの子会社にあたるウォルト・ディズニー・スタジオ・モーション・ピクチャーズ、ディズニー・ミュージック・グループ、およびディズニー・プラットフォーム・ディストリビューションによるものを含むすべてのディズニー作品、ディズニー関連作品（ディズニーキャラクター）の翻訳および吹き替えサービスの監修と提供を世界中に展開している。
吹替版製作の際には「その国の観客に受け入れてもらえるか」を一番大切にしており、長年世界各国の吹替版の監修をしてきたリック・デンプシーは日本のインタビューで「アニメーションの場合、字幕版の声優ではなく素晴らしい日本人声優の声が残る。観客が、この作品は私たちのために作られたんだと感じる作品にすることが最終ゴールだね。アニメーションの吹き替えは、実写の要素に取り組む必要がない点が独特なんだ。字幕版の声優を各国の声優と完全に置き換えることができる。見たものと聞いたものをそのまま受け取るというのは、アニメーションだからこそできること」と語っている。

### 日本での活動
日本では本部門設立以前である1954年の『ダンボ』初公開時から、一部を除きウォルト・ディズニー・カンパニーの海外製作部長が来日しての吹替版制作およびキャスティングは行われていた。
現在の日本語吹替版の制作は、本国の監修の下でウォルト・ディズニー・ジャパン（日本法人）内の同部門が行なっている。録音制作はACクリエイト、IMAGICAエンタテインメントメディアサービス、グロービジョン、ケイエスエス、国際ラジオ・センター、ザック・プロモーション、JVCケンウッド・ビデオテック、スタジオ・エコー、千代田プロダクション、テアトル・エコー、テレシス、東亜映像録音株式会社、東京テレビセンター、東北新社、トランスグローバル、日本ビクター、ニュージャパンフィルム、HALF H・P STUDIO、バンダイ、ブロードメディア、プロセンスタジオ、読売広告社などで行なわれている。
作品の制作が開始すると、本社から声優の承認が必要になるキャラクターの指示が送られ、台詞と歌のオーディションで「年齢感」「声の高さ」「声の質感」「演技力」「歌唱力」などがチェックされる。そして、日本側の審査である程度候補を絞った上で本社に音声を送り、承認をもらいキャストが決定されるという。キャスティングの過程では「オリジナル版と変わらない日本語版を作る」ということを大切にしており、これについて担当者は「言語は変わってもキャラクターの声は変わりません。そして声だけでなく、表現も変わらないように気を付けていきます。日本語版を見ていただく方々に、オリジナル版と同じ体験をしてもらえるように心掛けているんです」と述べている。
一方、過去には一つの作品に複数のバージョンの吹き替えが制作されることが多く、それらを現在"オフィシャル版"一本に統一し、他のバージョンの吹き替えを原則非公開としているが、ソフト版とは異なるテレビ放送版の吹き替えで放送される事もある。多くのソフトメーカーがテレビ版吹き替えを収録したブルーレイを積極的に発売している中、ディズニー関連作品は未だにテレビ版吹き替えを収録したブルーレイが発売されていない。それについては「日本独特の複数の吹替版を楽しんだり評価するというベースがなかなか理解してもらえない」「せめて過去に流通していた音源は大事にしてほしいものです」と苦言を呈されることがある。2012年公開の『アベンジャーズ』以降のマーベル・シネマティック・ユニバース（MCU）作品の配給を引き継いだ当初は、以前の作品で担当していた声優が芸能人に変更されたのを巡って多くの批判が殺到していたが、ディズニーの方針の関係でソフト版でも劇場公開版のみの吹き替えが採用され、変更後の声優陣が以後のMCU作品でも続投するようになった。その後、2020年に20世紀スタジオ関連作品のソフト販売をウォルト・ディズニー・ジャパンが引き継いだが、発売済の作品に関してはブルーレイやDVDにテレビ版吹き替えが引き続き収録されている。
ディズニーが制作した短編映画では、基本的に地上波版やポニーキャニオンやバンダイが発売した映像ソフト、劇場公開時の音源を使用しておらず、映像ソフト（LD、VHS、DVD）やディズニー・チャンネルなどで新録を放送している。短編は基本的に東北新社が制作しているが（「ミッキーの夢物語」ではトランスグローバルが制作）、Disney+では一部の短編作品のみ字幕版だけで配信されていることがある。
テレビアニメ作品においても、特に『新くまのプーさん』ではバンダイ版とブエナ・ビスタ版による日本語吹き替え版が存在するが、ディズニーは（キャラクター・ボイス社が関与していなくても）ブエナ・ビスタ配給の日本語吹き替え版を採用していることもあり、新規に制作することもある。
ウォルト・ディズニー・ジャパンは、2024年5月13日にハピネットの子会社であるハピネット・メディアマーケティングとライセンス契約を締結し、同年10月1日より、ビデオソフトの製造・販売事業をハピネット・メディアマーケティングに移管した。これに伴い、ポニーキャニオンは2024年9月30日まで販売を担当した。
ディズニー・チャンネルなど自社メディアでの放送のため日本語吹替版を製作した他社作品には映画『夢のチョコレート工場』、子供向け番組『ザ・ウィグルス』『ウィグルス放送局』がある。

## 主な担当作品

### 映画
- チキン・リトル
- チャーリーとチョコレート工場
- ラーヤと龍の王国
- ライアンを探せ!
- ライオン・キング
  - ライオン・キング2 シンバズ・プライド
  - ライオン・キング3 ハクナ・マタタ
- ラテン・アメリカの旅
- ラマになった王様
  - ラマになった王様2 クロンクのノリノリ大作戦
- リトル・マーメイド
  - リトル・マーメイドII Return to The Sea
  - リトル・マーメイドIII はじまりの物語
- 美女と野獣
- リメンバー・ミー
- リラクタント・ドラゴン（WOWOW版）
- リロ&スティッチ
  - リロ&スティッチ2
  - リロイ&スティッチ
- スプラッシュ（Disney+版）
- プラウドファミリー ザ・ムービー

### テレビドラマ
- 恐竜家族
- シークレット・アイドル ハンナ・モンタナ
- ミズ・マーベル
- マーベル エコー
- シー・ハルク:ザ・アトーニー

### テレビアニメ
- ミッキーマウス クラブハウス[12]
- 新くまのプーさん[13]
- ザ・ブック・オブ・プー[14]
- プーさんといっしょ[15]
- リロ・アンド・スティッチ ザ・シリーズ
- キム・ポッシブル[16]
- アラジンの大冒険
- スペース・レンジャー バズ・ライトイヤー
- ヘラクレス
- ターザン
- LEGO マーベル / アベンジャーズ ミッション・デモリション
- ラマだった王様 学校へ行こう!
- ジャングル・ジャンクション
- ジョジョ・サーカス
- みんなヒーロー! 〜ヒグリータウンのなかまたち〜
- リセス 〜ぼくらの休み時間〜
- クワック・パック
- おたすけマニー
- 全力!プラウドファミリー
- スパイダーマン:フレンドリー・ネイバーフッド

### 教育番組
- ザ・ウィグルス→ウィグルス放送局
- あそぼう! イマジネーション・ムーバーズ

## 収録される主な言語
本国のアメリカ英語に続いて、公式に以下の言語で制作・収録されている。
- 日本語
- アラビア語
- インドネシア語
- ブラジル・ポルトガル語
- ドイツ語
- ウクライナ語
- ブルガリア語
- カナダ・フランス語
- 広東語
- カタロニア語
- クロアチア語
- チェコ語
- デンマーク語
- オランダ語
- ポルトガル語
- ギリシャ語
- エストニア語
- フィンランド語
- フランドル語
- ヘブライ語
- ヒンディー語
- アイスランド語
- イタリア語
- カザフスタン語
- タイ語
- ラトビア語
- ハンガリー語
- 中国語
- 台湾語
- ノルウェー語
- リトアニア語
- ルーマニア語
- ロシア語
- マレーシア語
- スロバキア語
- スロベニア語
- セルビア語
- スウェーデン語
- トルコ語
- フランス語
- ベトナム語
- 朝鮮語